# Sirahan (Salam)
Sirahan is een bestuurslaag in het regentschap Magelang van de provincie Midden-Java, Indonesië. Sirahan telt 3106 inwoners (volkstelling 2010).